# Нашествието
„Нашествието“ (на английски: The Invasion) е американски научнофантастичен филм на ужасите от 2007 г. на режисьора Оливер Хиршбигел, с участието на Никол Кидман и Даниел Крейг.
„Нашествието“ е четвъртата филмова адаптация на романа „Похитители на тела“, написан от Джак Фини през 1955 г., след филма на Дон Сигъл през 1956 г., римейка на Филип Кауфман през 1978 г. и „Похитители на тела“ от Абел Ферара през 1993 г.